# Aragóniai Vilmos máltai gróf
Aragóniai Vilmos (1360 körül – 1380 után), olaszul: Guglielmo d'Aragona, szicíliai nyelven: Gugghiermu d'Aragona, spanyolul: Guillermo de Aragón, katalánul: Guillem d'Aragó, máltaiul: Guliermu ta' Sqallija, Málta és Gozo grófja. A Barcelonai-ház szicíliai ágának királyi főágából származott, és annak utolsó, törvényesített férfi tagja volt. I. Mária szicíliai királynő féltestvére.

## Élete
III. (Együgyű) Frigyes szicíliai királynak ismeretlen ágyasával folytatott házasságon kívüli viszonyából származó fia.
III. Frigyes végrendeletében megemlékezik természetes fiáról is, akit a lánya, I. Mária szicíliai királynő és természetes utódai halála esetére a szicíliai trón örökösének jelölt. Aragóniai Vilmos, Málta grófja azonban a húga, Mária királynő halálakor (1401) már nem élt, és csak egy lányt hagyott maga után.
Vilmos a másodfokú unokatestvérét, Aragóniai Beatrixot vette feleségül, aki Aragóniai János, Avola bárója lányaként II. Frigyes szicíliai király dédunokája volt természetes ágon.
A források 1377-ben említik Málta grófjaként.

## Gyermeke
- Feleségétől, Aragóniai Beatrixtól (1360 körül–1400 után), Avola bárónőjétől, 1 lány:
  - Johanna (1380 körül–1410 után), férje Gioeni Péter, Ardore és Castiglione 3. bárója, 3 gyermek:
    - Consalvo, Castiglione 4. bárója, felesége N. N., 4 fiú
    - János, felesége Gravinai Beatrix, 2 fiú
    - Margit, férje Branciforte Miklós, Mazzarino 6. bárója, 1 fiú

## Kapcsolódó oldalak
- Málta államfőinek listája

| Előző Interregnum | Málta grófja 1377 – 1377 | Következő Jaume d'Aragó |